# Diako Thüringen

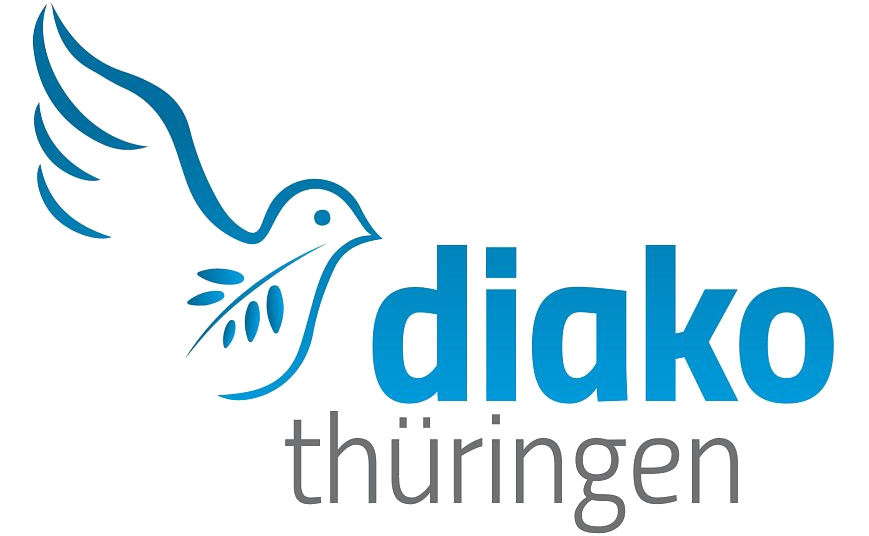
Logo Diako Thüringen

Die Diako Thüringen gemeinnützige GmbH ist ein Unternehmen der Ev.-Luth. Diakonissenhaus-Stiftung Eisenach. Sie ist mit ca. 2500 Mitarbeitenden einer der größten sozialen Dienstleister im Bundesland Thüringen.  Die Angebote der Diako Thüringen gem. GmbH richten sich an Familien und Kinder, Senioren, erkrankte, behinderte, benachteiligte und hilfsbedürftige Menschen.

## Geschichte

### Geschichte der Ev.-Luth, Diakonissenhaus-Stiftung
Anna von Eichel, die Gründerin der Ev.-Luth. Diakonissenhaus-Stiftung Eisenach, stammte aus einer Eisenacher Fabrikantenfamilie. Wegen einer körperlichen Erkrankung lehnte sie die Heirat ab und suchte den Sinn ihres Lebens im sozialen Engagement. Anna von Eichel sah die soziale Not in Eisenach und gründete 1872 die Ev.-Luth.-Diakonissenhaus-Stiftung. Aus dem Henrietten-Stift Hannover gewann sie zwei Diakonissen für die Betreuung von kranken Kindern und Siechen. Neben der diakonischen Arbeit der beiden Diakonissen sammelte sich eine eigene christliche Kirchengemeinde – die Stiftsgemeinde.

#### Eigenständiges Mutterhaus

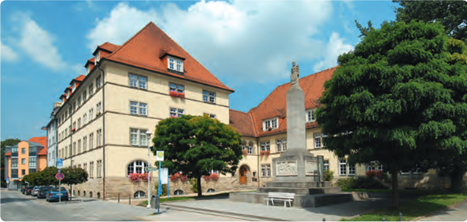
Diakonissenmutterhaus Eisenach

Die Zahl der Diakonissen aus Hannover wuchs auf sechs Schwestern an um vielen Menschen in sozialer Not in Eisenach gerecht zu werden. Immer wieder meldeten sich auch junge Frauen, um im Dienst der Diakonissen ausgebildet zu werden. Das eigenständige Diakonissenmutterhaus konnte 1891 für Thüringen gegründet werden. Hier wurden Schwestern ausgebildet und auf verschiedenen Stationen der Gemeindepflege im Thüringer Wald in Krankenhäuser, Feierabendheime, Kindergärten und Lazarette entsandt.
Das dem Mutterhaus zugehörige Diakonissenkrankenhaus fusionierte später mit dem Katholischen Elisabeth-Krankenhaus und dem städtischen Krankenhaus zum heutigen Krankenhaus in Eisenach, dem St. Georg Klinikum Eisenach.

### Gründung der Diako Thüringen gem. GmbH
Zum 1. Januar 2007 wurden verschiedene diakonische Träger im Raum Ostthüringen zu einem gemeinsamen Träger zusammengeführt. Damit wurde eine Holdingstruktur geschaffen, woraus die DO Diakonie Ostthüringen gem. GmbH als Muttergesellschaft gebildet wurde. Die Ev.-Luth. Diakonissenhaus-Stiftung Eisenach schloss sich im Jahr 2010 mit der 1990 entstandenen Diakonie-Verbund Eisenach gem. GmbH zusammen, woraus sich die Diako Westthüringen gem. GmbH gründete. Der Zusammenschluss vom 1. Januar 2016 der beiden Unternehmen Diako Westthüringen und DO Diakonie Ostthüringen ergab die heutige Diako Thüringen gem. GmbH.

## Fachbereiche der Diako Thüringen

### Stabsabteilungen
Im Mutterhaus in Eisenach befinden sich die Stabsabteilungen der Unternehmensgruppe. Diese umfassen die Zentrale Verwaltung (Controlling, Finanzbuchhaltung, Leistungsabrechnung, Fördermittel, Facility Management), die Personalabteilung, Qualitätsmanagement und Digitalisierung, IT, Pastoraler Dienst sowie Presse- und Öffentlichkeitsarbeit.

### Kinder- und Jugendhilfe
Der Fachbereich Kinder- und Jugendhilfe umfasst Einrichtungen zur Bildung, Erziehung und Betreuung von Kindern und Jugendlichen durch pädagogische Fachkräfte im Thüringer Raum.

### Gesundheit und Pflege
Der Fachbereich Gesundheit und Pflege erbringt Dienstleistungen in Seniorenzentren, Hausgemeinschaften, Tagespflegen aber auch im ambulanten Dienst für Senioren und erkrankte oder hilfsbedürftige Menschen.

### Beratung / Therapie
Im Fachbereich Beratung / Therapie werden in Thüringer Einrichtungen unterschiedliche Arten von Unterstützung und Hilfestellung angeboten. Diese umfassen folgende Beratungsdienste:
- Arbeitslosenberatung
- Beratungsstelle für hörgeschädigte Menschen
- Beratungsstelle für psychisch erkrankte Menschen
- Erziehungs- und Familienberatung
- Flüchtlingssozialarbeit
- Freiwilligenagentur
- Kinderschutzdienst
- Kirchenkreissozialarbeit / Kreisdiakoniestellen
- Migrationsberatung
- Mutter-/ Vater-Kind-Kuren
- Musiktherapie
- Schwangeren- und Schwangerschaftskonfliktberatung
- Sexualpädagogische Angebote
- Sozial- und Lebensberatung
- Suchtberatung
- Telefonseelsorge
- Psychologischer Dienst
- Zentrum für seelische Gesundheit

### Fachbereiche Wohnen und Arbeit der Eingliederungshilfe
Die Fachbereiche Wohnen und Arbeit der Eingliederungshilfe für Menschen mit Behinderung bieten stationäre Plätze in Wohnheimen, Tagesstätten für psychisch kranke bzw. seelisch behinderte Menschen und Werkstätten für Menschen mit Behinderung an.  In den anerkannten Werkstätten im Wartburgkreis, der Stadt Eisenach sowie im Unstrut-Hainich-Kreis haben Menschen mit einer Behinderung die Möglichkeit auf berufliche Bildung, Integration und Teilhabe am Arbeitsleben.

### Servicegesellschaft
Die Servicegesellschaft Diako Kompass gem. GmbH bietet Dienstleistungen wie frisches Mittagessen für KiTas und Schulen, Catering für Feste und Feiern, Betrieb von Kantinen und Cafeterien sowie Gebäudereinigung und Hausmeisterdienste an.

### Aus-, Fort- und Weiterbildung
Die Diako Akademie bietet Berufsausbildungen im sozialen, pflegerischen oder kaufmännischen Bereich und berufsbegleitende Studien an. Außerdem werden Informationen zum Freiwilligen Sozialen Jahr (FSJ), zum Bundesfreiwilligendienst (BFD), zu Praktika und zu den Aus-, Fort und Weiterbildungsmöglichkeiten in der Diako gegeben.

## Mitarbeiter
Die Anzahl der durchschnittlich Beschäftigten betrug 2020 2397 Mitarbeiter.